# Mike Burrows

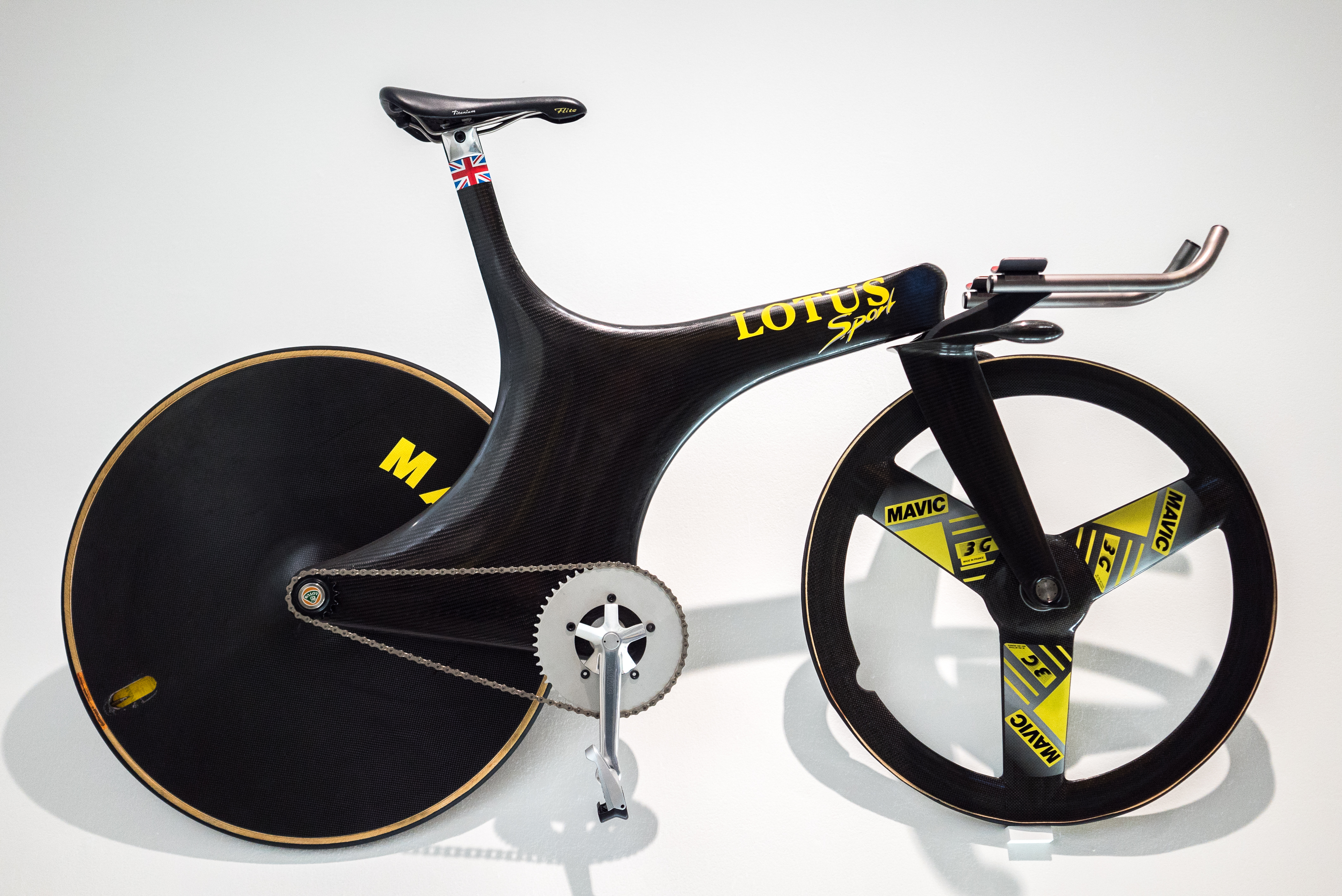
Lotus-Type-108-Zeitfahrrad

Mike Burrows (* 17. April 1943 in St Albans; † 15. August 2022) war ein britischer Fahrraddesigner, bekannt vor allem für das Design des Lotus-Zeitfahrrads von Chris Boardman, mit dem dieser 1992 eine Goldmedaille bei den Olympischen Spielen gewann.

## Leben und Werk
Der 1943 im Süden Englands geborene Burrows war lange Zeit in der Entwicklung von Liegerädern tätig. Sehr bekannt ist die von ihm entwickelte Windcheetah (auch „Speedy“ genannt). Neuere Entwicklungen einspuriger Liegeräder sind das Ratcatcher, Ratracer und Ratracer B. Neben Liegerädern widmete er sich der Entwicklung eines Faltrades (Halfway von Giant) sowie eines Lastenrades (the 8-Freight).
In den 1990er Jahren arbeitete Burrows für Giant, wo er den kompakten TCR-Straßenradrahmen entwickelte. Häufig zu findende Elemente seiner Räder sind Einarmgabeln und -schwingen, die teilweise auch gefedert sind.
Burrows lebte in Norwich in England.